# Wetteldorf
Wetteldorf ist ein Ortsteil der Gemeinde Schönecken im rheinland-pfälzischen Eifelkreis Bitburg-Prüm. Bis 1960 war Wetteldorf eine eigenständige Gemeinde.

## Geographische Lage
Wetteldorf liegt in der Osteifel am Südrand der Prümer Kalkmulde. Zum Ortsteil Wetteldorf auch die Wohnplätze Auf dem Bellert, Hauenborn, Herchenbach und Irsfelderhof. Bedeutung erhält die Geographie, da mit dem Wetteldorfer Richtschnitt 1937 die geologische Schichtung aufgeschlossen wurde, die bestimmend für das Eifelium ist, die Schicht, die das Mitteldevon vom Unterdevon trennt. Die durch fossile Conodonten identifizierte Grenze wurde durch die International Commission on Stratigraphy 1981 zur Referenzlinie erklärt. Der Schnitt ist durch die in den 1990ern errichtete Ludwig-Happel-Hütte geschützt und gelegentlich Schauplatz geologischer Forschungen.

## Geschichte
Wetteldorf wurde erstmals am 13. August 762 als „Wathilendorp in pago Carosco“ (Karosgau) urkundlich erwähnt, als König Pippin der Abtei Prüm ihre Besitztümer bestätigte. Im Prümer Urbar aus dem Jahr 893 wurde der Ort unter dem Namen „Wettellendorpht“ genannt. Im Jahr 1222 bemerkte Caesarius hierzu, dass der ganze Ort mit allem Zubehör schon von den Stiftern der Abtei dem Hospital derselben zugewiesen worden sei. Die Rechte des Hospitals sind in einem Teilungsvertrag aus dem Jahr 1291 nochmals bestätigt worden.
Nach Wetteldorf war einer der mit „Hof“ bezeichneten Verwaltungs- und Gerichtsbezirke des seit 1222 bestehenden Fürstentums Prüm und später (nach 1576) des Kurfürstentums Trier benannt. Zum „Hof Wetteldorf“ gehörte auch die Orte Reuland, Schweißthal und Seiwerath. Landesherrlich gehörte Wetteldorf bis zum Ende des 18. Jahrhunderts zum Kurfürstentum Trier, der Hof Wetteldorf war einer von 16 Hofbezirken, die zum kurtrierischen Amt Prüm gehörten.
Nach der Annexion des Linken Rheinufers durch französische Revolutionstruppen gehörte Wetteldorf von 1798 bis 1814 zum Kanton Prüm im Saardepartement. Die Gemeinde Wetteldorf gehörte zur Mairie Schönecken. 1815 wurde die Region auf dem Wiener Kongress dem Königreich Preußen zugeordnet. Von 1816 an gehörte Wetteldorf zur Bürgermeisterei Schönecken im Kreis Prüm des Regierungsbezirks Trier, der von 1822 an Teil der Rheinprovinz war. Später gehörte Wetteldorf zum preußischen (nach 1927) bzw. zum rheinland-pfälzischen (nach 1946) Amt Schönecken.
Im Jahre 1960 wurden die beiden bis dahin eigenständigen Gemeinden Schönecken und Wetteldorf unter dem Namen Schönecken-Wetteldorf zusammengeschlossen. Am 1. Juni 1967 wurde die Gemeinde „Schönecken-Wetteldorf“ in „Schönecken“ umbenannt.

## Kultur und Sehenswürdigkeiten

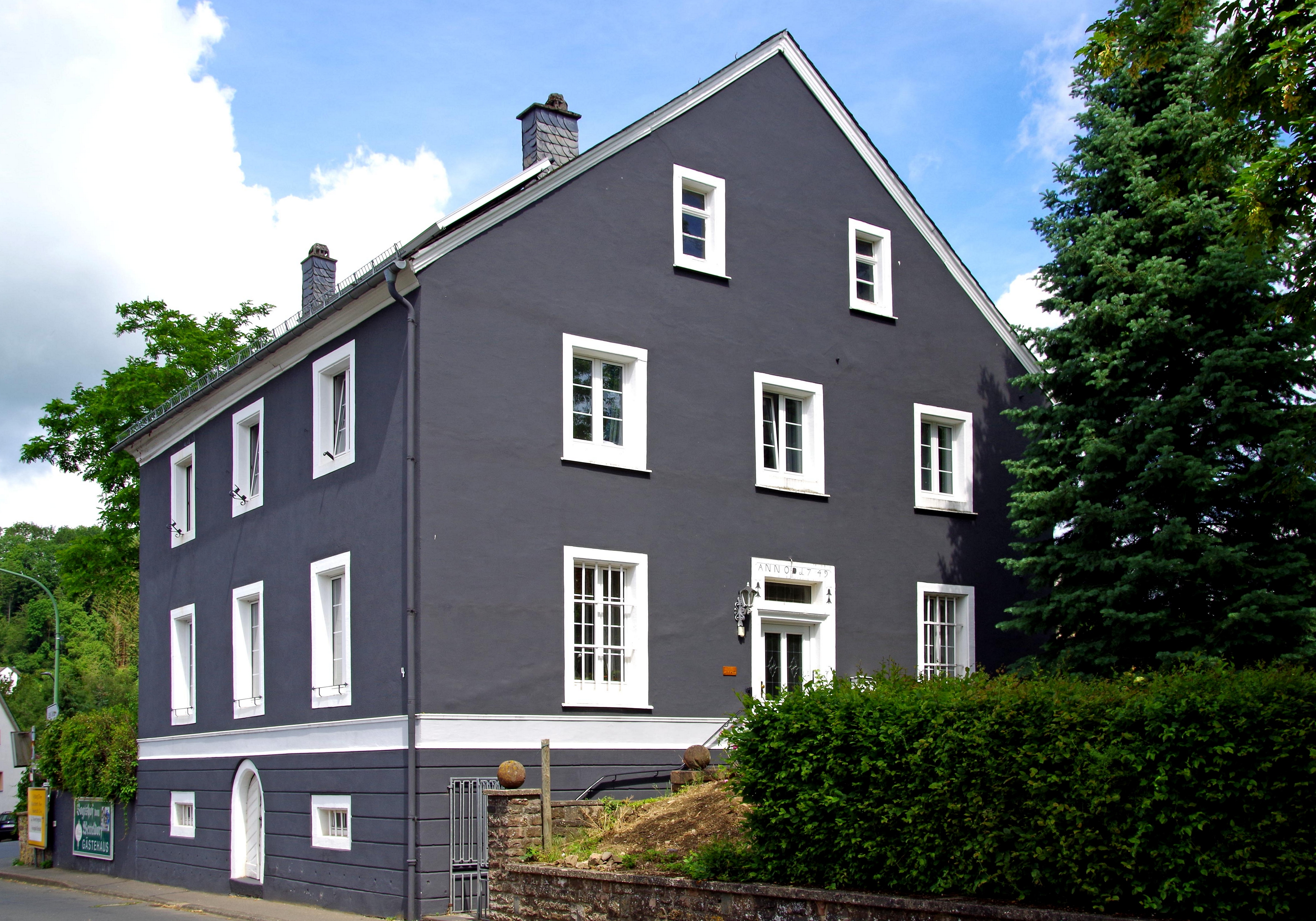
Ehemaliges Pfarrhaus

- Kirche Sankt Leodegar, spätgotischer Bau mit Vesperbild um 1500
- Epitaph des Hermann von Hersel im Chor der Pfarrkirche, um 1592
- Ehemaliges katholisches Pfarrhaus, Portal mit 1749 bezeichnet
- Ehemalige Mühle Kauth an der Nims, erstmals 1279 erwähnt
- Ehemalige Ziegelei von 1891
- Kreuzigungsbildstock von 1815 vor der Leichenhalle
- Schaftkreuz von 1750 mit Steintisch von 1756

Siehe auch: Liste der Kulturdenkmäler in Schönecken